# São Paulo Center
O São Paulo Center é um Centro de Convenções que sedia a realização de eventos corporativos e sociais em uma área de 2.400 m² distribuídos em 3 pisos.
Suas salas de eventos são batizadas com nomes de bairros consagrados da cidade, como: Morumbi, Jardim Paulista, São Paulo, Cidade Jardim, Jardim Europa, Ibirapuera, Aeroporto, Pacaembu, Higienópolis, Moema, Campo Belo e Bela Vista, são 12 no total, com capacidades entre 10 e 300 pessoas, somando até 1200 participantes no mesmo período. As salas são modulares, o que possibilita a rápida ampliação ou redução do espaço com a movimentação horizontal de suas paredes. A iluminação de cada ambiente combina 3 níveis de intensidade conforme padrão internacional utilizado em centros de convenções.
Esta localizado em frente ao histórico Jockey Club de São Paulo no bairro Cidade Jardim, entre dois dos principais pólos de negócios da América Latina, que são a Av. Paulista e a Avenida Engenheiro Luís Carlos Berrini.
Foi inaugurado em maio de 1996 e ao longo de sua história reuniu atributos valiosos dentro do segmento de eventos, como alcançar a marca de 10.000 eventos realizados antes mesmo de completar 10 anos, ser um dos primeiros espaços a oferecer videoconferência por IP através da tecnologia WiMAX e ter recebido em 2006 o troféu de ouro do Prêmio Caio como melhor espaço de eventos do Brasil.
Atua também como consultor e administrador de demais espaços para eventos, desenvolvendo e acompanhando projetos da iniciativa publica e privada ligados ao mercado de eventos e ao turismo de negócios.